# Alfons Mauser

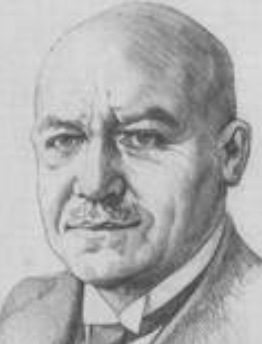
Alfons Mauser

Alfons Mauser (* 25. Mai 1872 in Oberndorf am Neckar; † 11. August 1927 in Köln) war ein deutscher Unternehmer.

## Leben und Werk
Mauser wurde 1872 als zweitältestes von insgesamt acht Kindern des schwäbischen Erfinders Wilhelm Mauser, einem Mitinhaber der Mauser-Gewehrfabriken, in Oberndorf am Neckar geboren. Alfons war 10 Jahre alt, als sein Vater 1882 verstarb. Nach einer Lehre, die ihn alle Bereiche der Gewehrfabrik führte, entsandte ihn sein Onkel Peter Paul Mauser 1891 zunächst nach England, später auch in die Vereinigten Staaten, wo er unter anderem  bei Pratt & Withney und  Remington Steel Produktionstechniken studierte.
Nach seiner Rückkehr 1893 schloss Alfons Mauser seine Lehre ab und studierte bis März 1896 an der Technischen Hochschule Stuttgart. Sein Onkel Paul setzte ihn nur an untergeordneter Stelle im Unternehmen ein und lehnte Verbesserungsvorschläge seines Neffen zur Schlagbolzenkonstruktion am Mauser-Gewehr ab, was zum Zerwürfnis zwischen beiden führte. Im Alter von 24 Jahren gründete Alfons Mauser 1896 eine Fabrik für Stahlblechwaren, die er in Abgrenzung zu dem Waffen-Markennamen „Para Bellum“ (lateinisch bereite (den) Krieg vor) nun „Para Pacem“ (Bereite (den) Frieden vor.) nannte. Die Fabrik stellte Stahlgitter, Gartentore und Zaunelemente nach Mausers Patenten her, die er unter dem Namen „Zaunkönig“ vertrieb.
1898 verlagerte Alfons Mauser den Firmensitz seines Unternehmens mit Hilfe seines Schwiegervaters nach Köln-Ehrenfeld. Neben den „Zaunkönig“-Produkten fertigte er dort ab 1900 nun auch Körbe aus Stahlband, die für den Transport von dickbäuchigen Glasballons benötigt wurden, in denen flüssige chemische Vorprodukte wie Säuren transportiert wurden. 1903 entwickelte Mauser zudem luftdicht verriegelbare Stahlfässer aus Eisenblech für die chemische Industrie und die Erdölindustrie, die unter dem Namen „Mauser-Patent-Fässer“ Bekanntheit erlangten.
1921 erwarb Mauser eine ehemalige Karbidfabrik im hessischen Waldeck, die er mit Produktionsstraßen für  Stahlfässer umgestaltete. Das Unternehmen florierte und wurde zu einem der größten Arbeitgeber der Region. Bald wurden hier auch Gasflaschen, Behälter, Tanks, eine Vielzahl von Produkten für die Landwirtschaft sowie Möbel gefertigt. 1922 verlegte Mauser den Firmensitz von Köln-Ehrenfeld nach Brühl im Rheinland und firmierte das Unternehmen zur Mauser-Werke GmbH um.
Alfons Mauser starb 1927 im Alter von 55 Jahren und wurde auf dem Kölner Südfriedhof beigesetzt. Seine Söhne führten die Geschäfte des Unternehmens zunächst fort. Nach der Insolvenz 2002 wurde es zerschlagen. Reste der Verpackungssparte sind heute Teil der Mauser Packaging Group.

## Privates
Alfons Mauser heiratete 1897 die ebenfalls aus einer Unternehmerfamilie stammende Maria Zwick-Sieber. Aus der Verbindung gingen fünf Söhne hervor.  Die Alfred und Maria Mauser-Stiftung widmete sich der Unterstützung von Werksmitarbeitern und deren Angehörigen. Die Technische Hochschule Stuttgart verlieh ihm 1922 (Dr.-Ing. e.h).